# Park Frame
Park Frame, nato Park Bell Frame (Seattle, 17 novembre 1889 – 2 giugno 1943), è stato un regista statunitense del cinema muto.
Lavorò anche come assistente regista, soprattutto per Frank Borzage e Richard Rosson, oltre a girare un paio di film come attore. Usò anche i nomi di Park B. Frame e di Parke Frame.

## Biografia
Nato nello stato di Washington, a Seattle come Park Bell Frame, nel 1916 iniziò a lavorare come assistente alla regia di Frank Borzage con il quale girò tre film, uno dei quali fu, nel 1927, il celebre Settimo cielo, interpretato da Janet Gaynor e Charles Farrell. 
Nel 1919, Frame aveva debuttato nella regia. Nella sua carriera, diresse una decina di pellicole, lavorando con noti attori quali William Desmond, Vivian Rich, H.B. Warner, John Gilbert, Pauline Starke. Diresse anche, ai loro esordi, Jean Arthur e Gary Cooper.
Park Frame morì all'età di 53 anni il 2 giugno 1943, in California, mentre si trovava a bordo di un treno.

## Filmografia

### Regista
- Whitewashed Walls (1919)
- The Mints of Hell (1919)
- The Man Who Turned White (1919)
- The Pagan God (1919)
- For a Woman's Honor (1919)
- Dangerous Waters, co-regia di Joseph Franz (come J.J. Franz) (1919)
- The Gray Wolf's Ghost, co-regia Joseph Franz (come Joseph J. Franz) (1919)
- The Forgotten Woman (1921)
- Looped for Life (1924)
- Drug Store Cowboy (o The Drug Store Cowboy) (1925)

### Assistente regista
- The Pilgrim, regia di Frank Borzage (1916)
- Nugget Jim's Pardner, regia di Frank Borzage (1916)
- Settimo cielo (Seventh Heaven), regia di Frank Borzage (1927)
- Giovinezza scapigliata (High School Hero), regia di David Butler (1927)
- The Wizard, regia di Richard Rosson (1927)
- Road House, regia di Richard Rosson (1928)

### Attore
- Flashing Spurs, regia di B. Reeves Eason (1924)
- The Train Wreckers, regia di J.P. McGowan (1925)